# Pandercetes longipes
Pandercetes longipes är en spindelart som beskrevs av Tord Tamerlan Teodor Thorell 1881. Pandercetes longipes ingår i släktet Pandercetes och familjen jättekrabbspindlar. Inga underarter finns listade i Catalogue of Life.